# Autostrada 407
Autostrada 407 (ang. Highway 407, oficjalnie 407 Express Toll Route (ETR) czyli 407 Ekspresowa Droga Płatna) – autostrada w Kanadzie, w południowo-zachodniej części prowincji Ontario. Przebiega od Burlington do Pickering, omijając Toronto od północy. Jest jedyną w całej Kanadzie autostradą płatną.  Nie posiada budek do pobierania opłat, pojazdy są rejestrowane przez kamery na wjazdach i zjazdach, następnie rachunek jest wysyłany do osoby na którą zarejestrowany jest pojazd.  Kierowcy mogą też zakupić specjalny transponder, który pozwala automatycznie zarejestrować ich przejazd i obniża opłatę.  Darmową alternatywą dla autostrady 407 jest biegnąca równolegle Autostrada 401.
Pierwszy odcinek autostrady został otwarty w 1997. Autostrada została zbudowana jako płatna z powodu finansowych kłopotów prowincji Ontario w latach 90., które uniemożliwiły budowę drogi w systemie tradycyjnym.
W przyszłości planowane jest przedłużenie autostrady w kierunku wschodnim o kolejne 50 km.